# Traité de Stettin (1630)
Pour les articles homonymes, voir Traité de Stettin.
Le traité de Stettin (suédois : Traktaten  ou Fördraget i Stettin) ou Alliance de Stettin (allemand : Stettiner Allianz) est  le cadre juridique de l'occupation du duché de Poméranie par l'Empire suédois pendant la guerre de trente ans. Conclu le 25 août (OS) ou le 4 septembre 1630 (NS), il est antérieur au 10 juillet (OS) ou au 20 juillet 1630 (NS), date du débarquement suédois (en),,. La Suède assume le contrôle militaire, et utilise la tête de pont de Poméranie pour des campagnes en Allemagne centrale et méridionale. Après la mort du dernier duc de Poméranie en 1637, les forces du Saint-Empire romain germanique envahissent la Poméranie pour faire valoir les prétentions de Brandebourg sur la succession, mais elles sont vaincues par la Suède dans les batailles qui suivent. Une partie de la noblesse poméranienne avait changé de camp et soutenu le Brandebourg. À la fin de la guerre, le traité est remplacé par la paix de Westphalie (1648) et le traité ultérieur de Stettin (1653), lorsque la Poméranie est divisée en une partie occidentale, suédoise (Poméranie occidentale, désormais Poméranie suédoise), et une partie est, brandebourgeoise ( Poméranie plus éloignée, désormais la province brandebourgeoise-prussienne de Poméranie ).

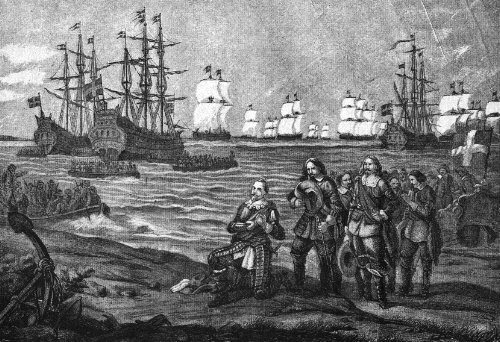
Le débarquement de Gustavus Adolphus en Poméranie